# Gredstedbro Station
Gredstedbro Station er en dansk jernbanestation i Gredstedbro, og er andet stop på Bramming-Tønder-banen efter Sejstrup og før Ribe Nørremark.
Gredstedbro station er den 10. største station i Esbjerg kommune ud af 13 station med et årligt påstigningstal på 23.869 i 2022. I 2017 tog 37% af alle rejsende til Ribe, der var det mest populære rejsemål.